# 1936 en dadaïsme et surréalisme
Pour l'année, voir 1936.
 Chronologie de dada et du surréalisme 
- 1932
- 1933
- 1934
- 1935
- 1936
- 1937
- 1938
- 1939
- 1940

Cet article présente les faits marquants de l'année 1936 en dadaïsme et surréalisme.

## Éphémérides

### Janvier
- 10 janvier
Antonin Artaud embarque pour le Mexique : « C'est pour moi une véritable aventure et c'est d'ailleurs ce qui me plaît, là-dedans, puisque je pars avec des fonds très réduits. Et que je dois à toute force compter sur ce qui se présentera là-bas pour vivre. Et le destin, il me semble, ne peut pas ne pas parler. »[1]

- 21 janvier
Publication du tract Le Domestique zélé, dans lequel le Groupe surréaliste en Belgique prononce l'exclusion d'André Souris, coupable d'avoir dirigé une messe à la mémoire d'Henry Le Bœuf, l'un des fondateurs du Palais des Beaux-Arts de Bruxelles[2].

- André Breton, Au lavoir noir, poèmes, avec une fenêtre de Marcel Duchamp[3].

### Février
- 4 février
À l'occasion d'une rétrospective Pablo Picasso, en Espagne, Paul Eluard donne une conférence à l'Institut français de Madrid sur le thème Picasso, peintre et poète[4].

- 17 février
André Breton, Georges Bataille et le groupe Contre-Attaque manifestent Place du Panthéon, à Paris, contre l'agression de Léon Blum survenue le 13 février par des jeunes membres de l'Action française[5].

- Eluard présente Dora Maar à Picasso[6].

### Mars
- 18 mars
Antonin Artaud achève une série de conférences dont Surréalisme et Révolution, L'Homme contre le destin et Le Théâtre et les dieux[7].

- 24 mars
Communiqué de rupture des surréalistes avec Georges Bataille pour tendances « surfascistes » revendiquées par ce dernier[5].

- Première mésentente entre André Breton et Paul Eluard. Breton écrit à Eluard : « Si le surréalisme est mort, qu'on le proclame (tu sais que ça a été toujours mon désir, car il doit mourir). Mais j'aurais aimé le proclamer avec toi. »[8]

- André Masson se réconcilie avec Breton. Extrait de sa lettre à Breton : « Je désire vraiment, mon cher ami, que rien ne vienne plus troubler notre amitié retrouvé. »[9]

### Avril
- À New York, l'historien de l'art Alfred H. Barr organise l'exposition Fantastic Art, Dada, Surrealism au Museum of Modern Art (MOMA) réunissant près de 700 œuvres dans un esprit éclectique[10].

- Dans une lettre à Gala, Paul Eluard annonce sa rupture définitive avec André Breton : « Ma décision a été entraînée par son affreuse manière de discuter, quand il est devant des gens. C'est fini, je ne participerai plus à aucune activité avec lui. »[11]

### Mai
- 5 mai
André Breton & Paul Eluard, Notes sur la poésie, avec un dessin de Salvador Dalí[12].

- 22 mai
Exposition surréaliste d'objets[13] à Paris, galerie Charles Ratton. Œuvres exposées[14] :
  - Claude Cahun Objets à fonctionnement symbolique[15],
  - Max Ernst Objet mobile recommandé aux familles[16],
  - Leonor Fini  Couverture d'un livre ayant séjourné dans la mer[17],
  - Maurice Henry Hommage à Paganini,
  - Marcel Jean Le Spectre de Gardénia,
  - Dora Maar Portrait d'Ubu, photographie[18],
  - René Magritte Ceci est un morceau de fromage[19],
  - Meret Oppenheim Le Déjeuner en fourrure[20].

- 25 mai
Georges Hugnet, La Septième face du dé, écrits et collages, la couverture est de Marcel Duchamp[12].

- Le groupe Contre-attaque ne surmontant pas ses divisions se dissout et rompt toutes relations avec les surréalistes[21].

- En Angleterre, parution du premier numéro de la revue Contemporary poetry and prose, première revue à publier des textes de surréalistes anglais[22].

### Juin
- 11 juin
À Londres, exposition internationale du surréalisme organisée par le poète David Gascoyne et le peintre Roland Penrose, avec la collaboration d'André Breton, Paul Eluard et E. L. T. Mesens[23] et qui rassemble plus de soixante artistes (360 tableaux et objets)[24]. Un journaliste, Alexander Watt, dans The Studio Magazine attribue l'arrivée tardive du mouvement en Grande-Bretagne à « la lenteur du public à prêter l'oreille aux « nouvelles » tendances artistiques qui marquent le continent. »[25]
Lors de cette exposition Salvador Dalí présente Le Fantôme du sex appeal : performance de la poétesse Sheila Legge qui déambule solennellement dans Trafalgar square, vêtue d'une robe blanche et de longs gants de soirée, portant une jambe de mannequin dans une main et une côtelette de porc dans l'autre, le visage couvert d'un masque de roses[26].
André Breton donne une conférence : Limites non-frontières du surréalisme[27].

- 24 juin
Dans le cadre de l'exposition surréaliste de Londres, Eluard donne une conférence intitulée L'Évidence poétique : « Les poèmes ont toujours de grandes marges blanches, de grandes marges de silence où la mémoire ardente se consume pour recréer un délire sans passé. »[28]

- Publication du premier numéro de la  revue Acéphale dirigée par Georges Ambrosino, Georges Bataille et Pierre Klossowski[29].

### Juillet
- 20 juillet
Promenade de Jacqueline et André Breton au Fort-Bloqué[30].

### Août
- 18 août
Lettre d'André Breton à Paul Eluard lui faisant part de son envie de se rendre en Espagne, mais « on m'a dit que je ne pourrais pas sortir de Barcelone où l'on tenterait de m'utiliser comme médecin auxiliaire : alors ... »[31]

### Septembre
- 3 septembre
André Breton lit au cours d'un meeting salle Wagram une protestation contre le procès à Moscou intenté au mois d'août contre d'anciens bolcheviks, suivi de condamnations à mort, sentences aussitôt exécutées, protestation contre-signée par onze autres surréalistes sauf Paul Eluard : Pour la Vérité sur le procès de Moscou[32].

- Antonin Artaud se rend chez les Tarahumaras. Il assiste à leurs fêtes rituelles et s'initie au culte du peyotl[33].

### Octobre
- 28 octobre
Dans une lettre adressée à Paul Eluard, André Breton lui fait part de son « étonnement » de voir « son nom au bas d'un texte où les intellectuels « groupés autour de la Maison de la culture[34] expriment leur gratitude à l'U.R.S.S. (leur gratitude!) qui a sauvegardé les principes indestructibles (sic) de la justice, de la dignité. Le procès de Moscou est en effet un modèle du genre ! Je ne me console pas de l'idée que tu penses cela, d'accord avec Aragon, Sadoul, Unik, Denos et autres. »[32]

### Novembre
- Achille Chavée part en Espagne et s'engage dans les Brigades internationales (Bataillon Dombrowski)[35].

- La revue Contemporary poetry and prose publie une Déclaration sur l'Espagne signée du groupe surréaliste anglais[21].

### Décembre
- Antonin Artaud est de retour en France[36].

- À New York, Alfred H. Barr organise une seconde exposition Fantastic Art, Dada, Surrealism toujours au Museum of Modern Art (MOMA)[37] mais sans le concours d'André Breton[31].

### Cette année-là
- Après le déclenchement de la rébellion militaire en Espagne, Wifredo Lam prend un poste de direction dans une usine de munitions[38].

- Première exposition personnelle de Meret Oppenheim à Berne. Le texte du carton d'invitation est écrit par Max Ernst[39].

- Benjamin Péret rejoint le POUM (Parti ouvrier d'unification marxiste) à Barcelone. Il s'engage dans une unité de la colonne Durruti[40] qui combat sur le front de Terruel[41]. Il rencontre l'artiste-peintre Remedios Varo.

- À Athènes, le poète André Embirikos organise chez lui la première exposition internationale du surréalisme et fait paraître le premier numéro de la revue Yperréalismos[42].

### Œuvres
- Jean Arp
  - Couronne de bourgeons II, plâtre poncé, enduit et stéariné[43]
- Maurice Blanchard
  - Sartrouville, poèmes[44]
  - Manina ou l'âme du torse, photographie[45]
- Hans Bellmer
  - La Poupée, objet : bois peint et matériaux divers[46]
- Erwin Blumenfeld
  - Manina ou l'âme du torse, épreuve gélatino-argentique[47]
- Victor Brauner
  - Anatomie du désir, cycle de dessins, au crayon, à la plume, réhaussés de lavis ou d'aquarelle[48]
  - Hindenburg, huile sur toile[49]
- André Breton
  - Au Lavoir noir, poème, édité chez GLM, achevé d'imprimer en janvier[50]
- André Breton & Paul Éluard
  - Notes sur la poésie, chez GLM, achevé d'imprimer le 5 juillet[51]
- André Breton & Jacqueline Lamba
  - Le Petit mimétique, boîte-objet : insecte ailé (libellule ?) sur amas de feuilles mortes séchées dans un écrin de bois tapissé d'un papier translucide couleur de miel[52]
- Max Bucaille
  - Images concrètes de l'insolite, collage et poèmes[53]
- Claude Cahun
  - Cœur de Pic, épreuve gélatino-argentique : main factice, fleurs et feuilles coupées dont un tournesol, tissu[54]
  - Sheila Legge à Trafalgar square, épreuve gélatino-agentique[55]
- Alexander Calder
  - Mantis, Mobile, présentée à l'exposition Fantastic Art, Dada, Surrealism[56]
- Achille Chavée
  - Le Cendrier de chair, poèmes : « Jouons l'inconnu sur l'image connue / je vous explique le mécanisme de la pureté / fermons les yeux / pour attraper au vol / les cent mouches qui brûlent leurs ailes / qui brûlent nos pupilles de cristal / mon cher soleil / mon cher criminel endurci de bonté. »
- Salvador Dalí
  - La Cité des tiroirs, dessin à l'encre de Chine[57]
  - Construction molle avec haricots bouillis (Prémonition de la guerre civile), huile sur toile[58]
  - La Girafe en feu, huile sur toile[59]
  - Mae West, gouache[60]
  - Téléphone aphrodisiaque blanc, objet[61]
  - Vénus de Milo aux tiroirs, moulage en bronze avec plâtre et pompons en fourrure[62]
  - Le Veston aphrodisiaque, objet : veston de smoking recouvert de verres à liqueur contenant du pippermint[63]
- Paul Delvaux
  - Le Cortège en dentelles, huile sur toile[64].
  - Femme au miroir, huile sur toile[65]
- Óscar Domínguez
  - Arrivée de la Belle Époque, objet : coton, blois, plâtre et métal[66]
  - Décalcomanie[67]
  - L'Ouvre-boîte[68].
- Max Ernst
  - La Nature dans la lumière de l'aube, huile sur toile[69]
  - Objet mobile recommandé aux familles, objet cinétique symbolisant l'acte sexuel[70]
  - La Ville entière, gouache sur papier et empreintes de rouleaux de broderie[71]
- Leonor Fini
  -  Couverture d'un livre ayant séjourné dans la mer, objet : couverture de livre avec concrétions marines de boues séchées, d'algues, de cordelettes et de coquillages et portant comme seul titre lisible Columbus[72]
- Wilhelm Freddie
  - Monument à la guerre, huile sur toile[73]
  - Sex-paraysappeal, objet : plâtre peint, verres, corde, gants, bois[74]
- Alberto Giacometti
  - Femme qui marche, bronze, commencé en 1932[75]
- Stanley William Hayter
  - Ophélia, huile sur toile[76],
  - Victoire ailée, objet, exposé à la galerie Ratton[77]
- Sadegh Hedayat
  - La Chouette aveugle, roman[78]
- Maurice Henry
  - Hommage à Paganini, assemblage : violon entouré de bande Velpeau[79]
- Jacques Hérold
  - La Rencontre, huile sur toile[80]

- Georges Hugnet

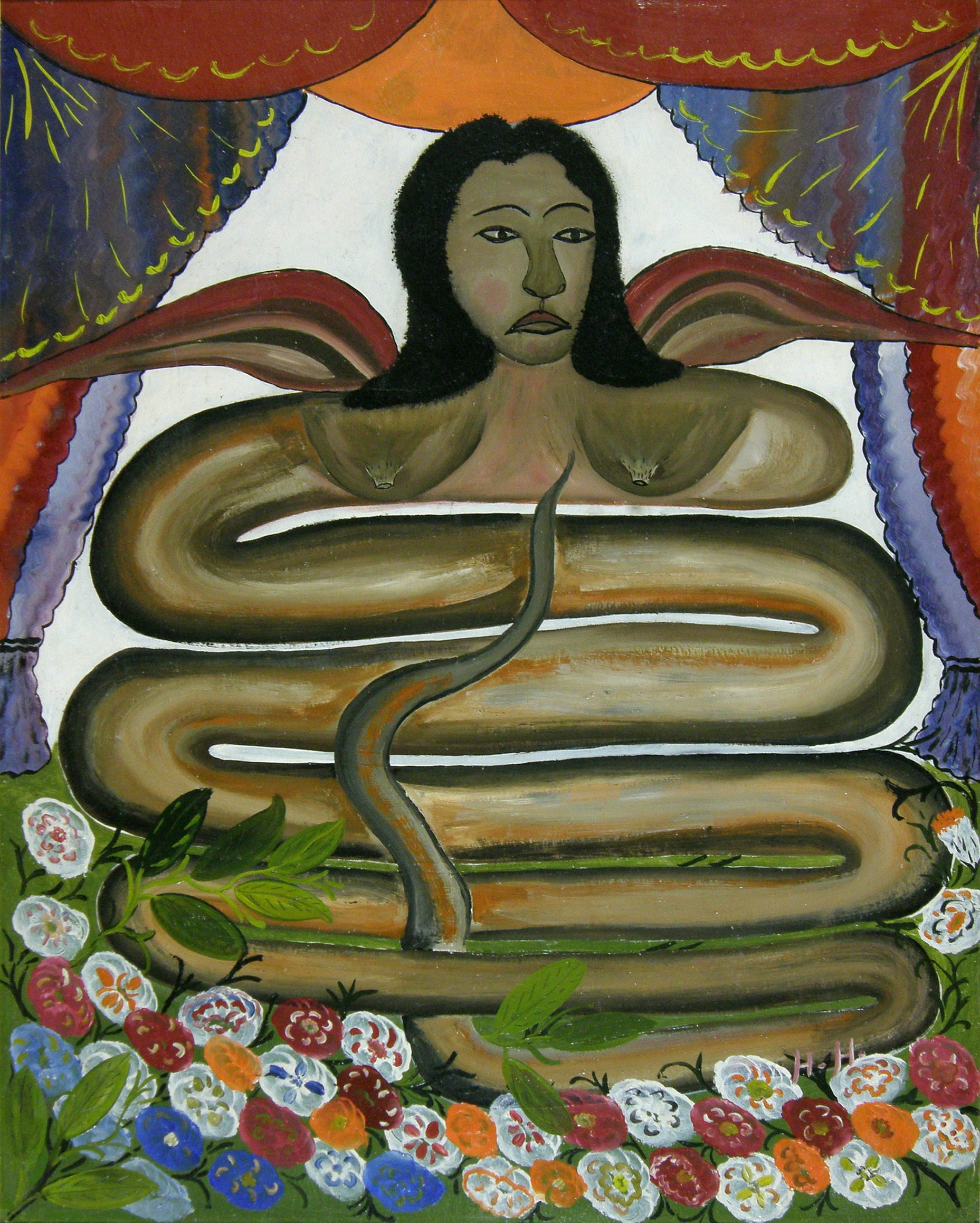
Hector Hyppolite, Damballah La Flambeau

  - La Septième face du dé, écrits et collages, la couverture est de Marcel Duchamp[81]
- Hector Hyppolite
  - Damballah La Flambeau, huile sur toile
- Marcel Jean
  - Moraine, huile sur toile[82]
  - Le Spectre de Gardénia, objet : tête en plâtre, fermeture à glissière sur base en bois recouverte de velours et pellicule tirée d'un film de Louis Chavance et dans lequel apparaît Dora Maar[83]
- Rita Kernn-Larsen
  - La Promenade dangereuse, huile sur toile[84]
- Gilbert Lely
  - Je ne veux pas qu'on tue cette femme, recueil de poèmes, avec un frontispice de Max Ernst[85]
- Dora Maar
  - Portrait d'Ubu, épreuve gélatino-argentique[86]
  - Le Simulateur, photomontage : un enfant au corps contorsionné debout sur un plafond voûté[87]
  - 29 rue d'Astorg, photographie[88]
- Pierre Mabille
  - La Construction de l'homme[réf. nécessaire]
- René Magritte
  - Ceci est un morceau de fromage[19]
  - La Clef des champs, huile sur toile[89]
  - La Découverte du feu, huile sur panneau[90]
  - Éloge de la dialectique, gouache sur papier[91]
  - La Magie noire, huile sur toile[92]
  - La Vengeance, huile sur toile[93]
- Léo Mallet
  - Ce mouvement doit être répété dix fois, objet[94]
- André Masson
  - L'Acéphale, dessin pour la couverture de la première parution de la revue du même nom créée par Georges Bataille[95]
  - La Métamorphose des amants, huile sur toile[96]
- Reuben Mednikoff
  - The Flying pig (Le Cochon volant), huile sur toile[97]
- Joan Miró
  - Homme et femme devant un tas d'excréments, huile sur cuivre[98]
  - Masonite, série de 16 tableaux, huile, caséine, sable et goudron sur masonite (bois aggloméré), de 78 × 108 cm chacun, créés en deux mois, après le déclenchement de la rébellion de Franco en Espagne[99]
  - Objet poétique, objet[100]
- Henry Moore
  - Forme carrée, sculpture[réf. nécessaire]
- Vítězslav Nezval
  - La Femme au pluriel (Zena v mnoznem cisle), recueil poétique[101]
- Richard Oelze
  - Le Dangereux désir[102]
- Meret Oppenheim
  - Le Déjeuner en fourrure, objet : tasse, soucoupe et petite cuillère recouvertes de cuir et de fourrure[103].
C'est André Breton qui a trouvé le titre de l'œuvre en contractant celui du Déjeuner sur l'herbe d'Édouard Manet et La Vénus en fourrure de Sacher-Masoch. « Je ne cherchais pas si loin, précise Meret. J'avais donné comme titre : Assiette, tasse et cuillère recouvertes de fourrure. »[104]
  - Ma gouvernante, objet : paire de chaussures de femme posées sur un plat d'argent et ficelées comme un gigot : « [Cette œuvre] évoque pour moi une paire de cuisses serrées dans le plaisir. »[105]
- Wolfgang Paalen
  - La Housse en feuillage, objet[106]
  - Wolfgang Paalen, Pays interdit Pays interdit
- Roland Penrose

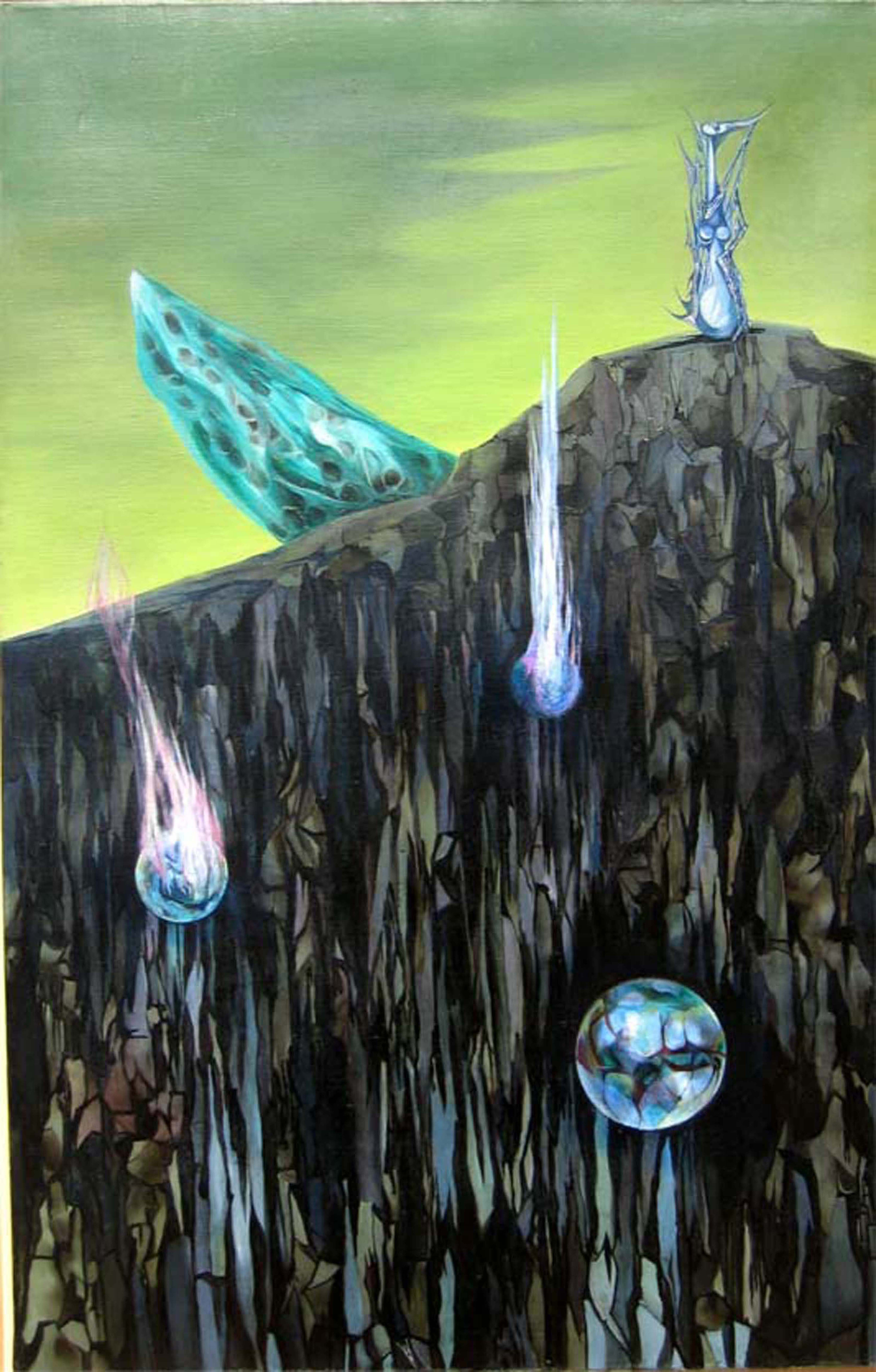
Wolfgang Paalen, Pays interdit

  - Le Dernier voyage du capitaine Cook, objet[107]
  - The Dew machine (La Machine à faire la rosée), objet
  - Le Paradis aux alouettes, objet : bois, verre, métal[108]
- Valentine Penrose
  - Le Nouveau Candide, avec un frontispice de Wolfgang Paalen[109]
- Benjamin Péret
  - Je ne mange pas de ce pain-là, anthologie de poèmes publiés depuis 1926 ainsi que des inédits[110]
  - Je sublime
  - Trois cerises et une sardine, illustré d'un dessin d'Yves Tanguy[111]
- Gisèle Prassinos
  - Quand le bruit travaille
  - Une demande en mariage
- Alice Rahon-Paalen
  - À même la terre, illustré d'une eau-forte d'Yves Tanguy, la maquette est de Benjamin Péret. On la surnommera « l'abeille noire » en référence à l'un de ses poèmes : « Le nord bâtit l'hiver avec des abeilles noires et des ailes blanches. »[112]
- Yves Tanguy
  - De l'autre côté du pont, objet, bois peint et tissu sur sable[113]
  - Le Nid de l'Amphioxus, huile sur toile[114]
- Raoul Ubac
  - Penthésilées, série de photomontages, en hommage à l'œuvre d'Heinrich von Kleist[115].
- Gérard Vulliamy
  - La Salamandre pompéïenne[116]